# Noel Cusa
Noel William Cusa (* 25. Dezember 1909 in Hull; † 16. September 1990 in North Walsham, Norfolk) war ein britischer Vogelmaler. Er malte in Aquarell, Tusche, Öl und mit Zeichenstift.

## Leben
Cusa war der Sohn von Charles William Cusa und Anne Broughton. Er wurde an der Magnus Grammar School in Newark-on-Trent ausgebildet und studierte am University College Nottingham. 1930 erlangte er den Bachelor of Science und 1933 wurde er mit der Dissertation Cyclohexyl and cyclohexylphenyl derivatives of silicane zum Ph.D. promoviert. Cusa arbeitete ursprünglich in der Industrie und zog 1967 an die Küste von Norfolk, um sich der Vogelmalerei zu widmen. Unter anderen schuf er einige Cover für die Vogelzeitschrift Birds.
1951 wurde er Mitglied der Manchester Academy of Fine Arts (M.A.F.A.) und 1965 der Society of Wildlife Artists (S.W.L.A.), wo er auch Vorsitzender war und jährlich ausstellte. Zudem war er Präsident der Federation of British Artists (F.B.A.). Er hatte Ausstellungen im Royal Institute of Painters in Water Colours (R.I.), in der Manchester Academy of Fine Arts (von 1950 bis 1970), in der Reading Arts Gallery (1969) und Dauerausstellungen im Ulster Museum und im Natural History Museum in London.
1978 illustrierte Cusa RSPB Book of British Birds von David Saunders sowie Seawatching von Tony Soper. In Zusammenarbeit mit dem walisischen Ornithologen Ronald Mathias Lockley illustrierte er 1980 das Buch New Zealand Endangered Species und 1983 das Buch Flight of the Storm Petrel. 1984 gab er das Buch Tunnicliffe’s Birds: Measured Drawings by C. F. Tunnicliffe heraus, das auch in deutscher Übersetzung unter dem Titel Gefiederte Pracht: Vogelkundliche Tafelbilder von einem der grössten Tiermaler unseres Jahrhunderts erschien.
Cusa heiratete im Oktober 1939 Mary B. Oliver. Das Paar hatte einen Sohn und eine Tochter.